# Christian Armbrüster
Christian Armbrüster (* 1964 in Neustadt an der Weinstraße) ist Professor an der Freien Universität Berlin und ehemaliger Richter am Kammergericht.

## Leben
Armbrüster studierte als Stipendiat der Studienstiftung des deutschen Volkes an der Johannes Gutenberg-Universität Mainz und an der Universität Genf. Seine beiden juristischen Staatsexamina legte er 1988 und 1991 ab. Armbrüster war wissenschaftlicher Mitarbeiter an der Freien Universität Berlin bei Jürgen Prölss. 1994 wurde er im Privatversicherungsrecht mit dem Thema Der Schutz von Haftpflichtinteressen in der Sachversicherung promoviert. 2000 erfolgte seine Habilitation im Gesellschaftsrecht mit dem Thema Die treuhänderische Beteiligung an Gesellschaften. Im selben Jahr nahm Armbrüster einen Ruf der Bucerius Law School in Hamburg auf den Lehrstuhl Privatrecht I an. 2004 nahm Armbrüster einen Ruf der Freien Universität Berlin auf einen Lehrstuhl für Bürgerliches Recht, Handels- und Gesellschaftsrecht, Privatversicherungsrecht und Internationales Privatrecht an. Von 2013 bis 2015 war er Prodekan, von 2015 bis 2017 Dekan des Fachbereichs Rechtswissenschaft.
Armbrüster war von 2007 bis 2013 im zweiten Hauptamt Mitglied im Zweiten Zivilsenat des Kammergerichts, mit einem Schwerpunkt im Kapitalgesellschaftsrecht.
Armbrüster übernahm Gastprofessuren an der Université Paris XI, an der LUISS Università in Rom, am Center for Transnational Legal Studies in London und an der University of California.
Zudem übernimmt er regelmäßig Lehraufträge in Barcelona, Paris, Connecticut, London und Rom.

## Forschungsschwerpunkte und Mitgliedschaften
Ein Forschungsschwerpunkt von Armbrüster liegt im Privatversicherungsrecht. Hinzu kommen Forschungen im Bürgerlichen Recht (insbesondere: Allgemeiner Teil des BGB) und im Gesellschaftsrecht.
Herausgeberschaften: Mitherausgeber der Zeitschrift recht und schaden (r+s); Mitglied des Herausgeberbeirats der Zeitschrift für Wirtschaftsrecht (ZIP); Mitherausgeber der „Berliner Reihe“ im Verlag Versicherungswirtschaft; Mitglied des Herausgeberbeirats der Zeitschrift ZMR; Mitglied des Beirats der Zeitschrift für die gesamte Versicherungswissenschaft.
Schiedsrichtertätigkeit: ICC / DIS / Ad hoc-Verfahren; ARIAS Europe-zertifizierter Vorsitzender Schiedsrichter
Rechtsgutachterliche Tätigkeit in den Bereichen Privatversicherungsrecht, Gesellschaftsrecht, Bürgerliches Recht, auch in Verfahren vor deutschen, französischen, englischen und US-amerikanischen Gerichten.
Sachverständiger in Gesetzgebungsverfahren im Deutschen Bundestag (seit 2005; Rechtsausschuss; Ausschuss für Gesundheit; Ausschuss für Familie, Senioren, Frauen und Jugend).
Mitgliedschaften: Beirat des Vereins zur Förderung der Versicherungswissenschaft in Berlin e.V., Fachausschuss des Deutschen Vereins für Versicherungswissenschaft e.V., Beirat der Hamburger Gesellschaft zur Förderung des Versicherungswesens mbH, Wissenschaftlicher Beirat der ARGE Versicherungsrecht im Deutschen Anwaltverein, Wissenschaftlicher Beirat des Italienzentrums der Freien Universität Berlin; Beirat der Juristischen Gesellschaft zu Berlin (1999–2025); Kuratorium zur Vergabe des Jürgen Prölss-Preises (geschäftsführend); Versicherungsbeirat bei der Bundesanstalt für Finanzdienstleistungsaufsicht (BaFin) in Bonn (2005–2015); Kuratorium der Stiftung Warentest (2017–2025), Arbeitskreis Wirtschaft und Recht im Stifterverband für die deutsche Wissenschaft (2009–2022); Kommission zur Abilitazione Scientifica Nazionale (Italienische Nationale Habilitationskommission) im Sektor 12/B1 (Diritto Commerciale e della Navigazione; 2013–2014).